# Siegfried Schwela
Siegfried Schwela (ur. 23 marca 1905 w Cottbus, zm. 10 maja 1942) – lekarz SS w obozach koncentracyjnych Stutthof i Auschwitz oraz SS-Hauptsturmführer.

## Życiorys
Z wykształcenia był doktorem medycyny. Należał do Narodowosocjalistycznego Korpusu Motorowego. Członek NSDAP od 1929 (numer legitymacji partyjnej 169 110) i SS od 1 maja 1932 (numer identyfikacyjny 33 800), z przydziałem do 32. pułku Allgemeine SS w Heidelbergu. Od 19 sierpnia 1941 był lekarzem obozowym SS w Auschwitz, a następnie, został przeniesiony – w takim samym charakterze – do obozu w Stutthofie. Powrócił z niego do Auschwitz, gdzie od 21 marca 1942 piastował stanowisko lekarza garnizonowego SS. 
Zmarł 10 maja 1942 w Oświęcimiu na tyfus, którym zaraził się w wyniku działań sabotażowych Związku Organizacji Wojskowej, działającego z inspiracji i pod dowództwem Witolda Pileckiego. Bakterie tyfusu przenoszone były przez specjalnie w tym celu hodowane wszy, które więźniowie przenosili na mundury SS-manów. Ofiarą takiego działania stał się właśnie Siegfried Schwela.